# Plăcintă kobete

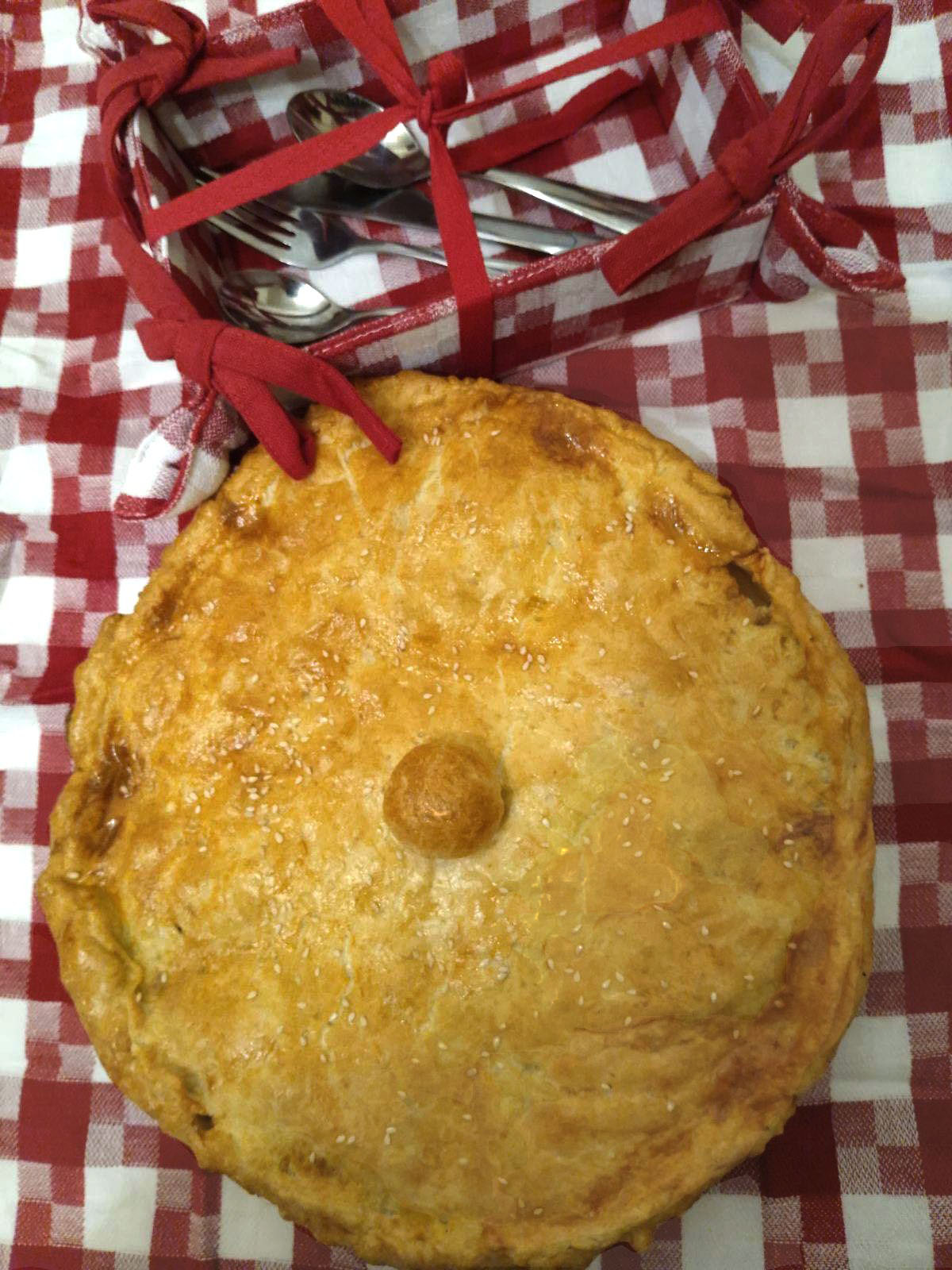

Plăcinta kobete este un preparat specific comunității turco-tătare din Dobrogea, pregătit în special în timpul lunii Ramadan.